# Маревце (Липљан)
Маревце (алб. Marec) је насеље у општини Липљан, Косово и Метохија, Република Србија.

## Становништво
| Демографија | Демографија | Демографија |
| Година      | Становника  | Становника  |
| ----------- | ----------- | ----------- |
| 1948.       | 291         |             |
| 1953.       | 115         |             |
| 1961.       | 139         |             |
| 1971.       | 191         |             |
| 1981.       | 225         |             |
| 1991.       | 264         |             |